# Interlands Tsjechisch voetbalelftal 2010-2019
Deze pagina toont een gedetailleerd overzicht van de interlands die het Tsjechisch voetbalelftal heeft gespeeld in de periode 2010 – 2019.

## Interlands

### 2010
|                                                                |                 |       |          |                                                                                |
| 3 maart Vriendschappelijk № 694 «onderlinge duels» 20:00 (UTC) | Schotland       | 1 – 0 | Tsjechië | Hampden Park, Glasgow Toeschouwers: 26.530 Scheidsrechter: Fredy Fautrel (FRA) |
| 3 maart Vriendschappelijk № 694 «onderlinge duels» 20:00 (UTC) | Scott Brown 62' |       |          | Hampden Park, Glasgow Toeschouwers: 26.530 Scheidsrechter: Fredy Fautrel (FRA) |

|                                                                 |                 |       |                                  |                                                                                 |
| 22 mei Vriendschappelijk № 695 «onderlinge duels» 12:30 (UTC−4) | Tsjechië        | 1 – 2 | Turkije                          | Red Bull Arena, Harrison Toeschouwers: 16.371 Scheidsrechter: Mark Geiger (USA) |
| 22 mei Vriendschappelijk № 695 «onderlinge duels» 12:30 (UTC−4) | Milan Černý 81' |       | 31' Arda Turan 48' Nihat Kahveci | Red Bull Arena, Harrison Toeschouwers: 16.371 Scheidsrechter: Mark Geiger (USA) |

|                                                                 |                                    |       |                                                                  |                                                                                             |
| 25 mei Vriendschappelijk № 696 «onderlinge duels» 20:00 (UTC−4) | Verenigde Staten                   | 2 – 4 | Tsjechië                                                         | Rentschler Field, East Hartford Toeschouwers: 26.530 Scheidsrechter: Mauricio Morales (MEX) |
| 25 mei Vriendschappelijk № 696 «onderlinge duels» 20:00 (UTC−4) | Maurice Edu 17' Hérculez Gómez 65' |       | 44' Tomáš Sivok 58' Jan Polák 78' Martin Fenin 90+2' Tomáš Necid | Rentschler Field, East Hartford Toeschouwers: 26.530 Scheidsrechter: Mauricio Morales (MEX) |

|                                                                      |                                                                      |       |                      |                                                                                    |
| 11 augustus Vriendschappelijk № 697 «onderlinge duels» 20:15 (UTC+2) | Tsjechië                                                             | 4 – 1 | Letland              | Stadion u Nisy, Liberec Toeschouwers: 7.456 Scheidsrechter: Sergej Dankovsky (UKR) |
| 11 augustus Vriendschappelijk № 697 «onderlinge duels» 20:15 (UTC+2) | Roman Bednář 49' Martin Fenin 54' Zdeněk Pospěch 74' Tomáš Necid 77' |       | 90' Aleksandrs Cauņa | Stadion u Nisy, Liberec Toeschouwers: 7.456 Scheidsrechter: Sergej Dankovsky (UKR) |

|                                                                                 |          |                     |          |                                                                               |
| 7 september EK 2012 kwalificatie Groep I № 698 «onderlinge duels» 20:15 (UTC+2) | Tsjechië | 0 – 1               | Litouwen | Andrův stadion, Olomouc Toeschouwers: 12.038 Scheidsrechter: Alon Yefet (ISR) |
| 7 september EK 2012 kwalificatie Groep I № 698 «onderlinge duels» 20:15 (UTC+2) |          | 27' Darvydas Šernas |          | Andrův stadion, Olomouc Toeschouwers: 12.038 Scheidsrechter: Alon Yefet (ISR) |

|                                                                               |                  |       |           |                                                                              |
| 8 oktober EK 2012 kwalificatie Groep I № 699 «onderlinge duels» 20:15 (UTC+2) | Tsjechië         | 1 – 0 | Schotland | Synot Tip Arena, Praag Toeschouwers: 16.800 Scheidsrechter: Ivan Bebek (CRO) |
| 8 oktober EK 2012 kwalificatie Groep I № 699 «onderlinge duels» 20:15 (UTC+2) | Roman Hubník 69' |       |           | Synot Tip Arena, Praag Toeschouwers: 16.800 Scheidsrechter: Ivan Bebek (CRO) |

|                                                                                |               |                                   |          |                                                                                      |
| 12 oktober EK 2012 kwalificatie Groep I № 700 «onderlinge duels» 20:00 (UTC+2) | Liechtenstein | 0 – 2                             | Tsjechië | Rheinparkstadion, Vaduz Toeschouwers: 2.555 Scheidsrechter: Stanislav Soechina (RUS) |
| 12 oktober EK 2012 kwalificatie Groep I № 700 «onderlinge duels» 20:00 (UTC+2) |               | 12' Tomáš Necid 29' Václav Kadlec |          | Rheinparkstadion, Vaduz Toeschouwers: 2.555 Scheidsrechter: Stanislav Soechina (RUS) |

|                                                                      |            |       |          |                                                                         |
| 17 november Vriendschappelijk № 701 «onderlinge duels» 20:15 (UTC+1) | Denemarken | 0 – 0 | Tsjechië | NRGi Park, Aarhus Toeschouwers: 9.184 Scheidsrechter: Howard Webb (ENG) |
| 17 november Vriendschappelijk № 701 «onderlinge duels» 20:15 (UTC+1) |            |       |          | NRGi Park, Aarhus Toeschouwers: 9.184 Scheidsrechter: Howard Webb (ENG) |

### 2011
|                                                                     |                                                                            |       |                                   |                                                                                     |
| 9 februari Vriendschappelijk № 702 «onderlinge duels» 17:45 (UTC+1) | Kroatië                                                                    | 4 – 2 | Tsjechië                          | Stadion Aldo Drosina, Pula Toeschouwers: 9.056 Scheidsrechter: Daniele Orsato (ITA) |
| 9 februari Vriendschappelijk № 702 «onderlinge duels» 17:45 (UTC+1) | Eduardo da Silva 9' Nikola Kalinić 13' Nikola Kalinić 61' Ivo Iličević 74' |       | 20' Tomáš Sivok 45' Tomáš Rosický | Stadion Aldo Drosina, Pula Toeschouwers: 9.056 Scheidsrechter: Daniele Orsato (ITA) |

|                                                                              |                                        |       |                     |                                                                                              |
| 25 maart EK 2012 kwalificatie Groep I № 703 «onderlinge duels» 22:00 (UTC+1) | Spanje                                 | 2 – 1 | Tsjechië            | Estadio Nuevo Los Cármenes, Granada Toeschouwers: 16.301 Scheidsrechter: Viktor Kassai (HUN) |
| 25 maart EK 2012 kwalificatie Groep I № 703 «onderlinge duels» 22:00 (UTC+1) | David Villa 69' David Villa 72' (pen.) |       | 29' Jaroslav Plašil | Estadio Nuevo Los Cármenes, Granada Toeschouwers: 16.301 Scheidsrechter: Viktor Kassai (HUN) |

|                                                                              |                                  |       |               | |
| 29 maart EK 2012 kwalificatie Groep I № 704 «onderlinge duels» 17:30 (UTC+2) | Tsjechië                         | 2 – 0 | Liechtenstein | Stadion Střelecký ostrov, České Budějovice Toeschouwers: 6.600 Scheidsrechter: Ovidiu Haţegan (ROM) |
| 29 maart EK 2012 kwalificatie Groep I № 704 «onderlinge duels» 17:30 (UTC+2) | Milan Baroš 3' Michal Kadlec 70' |       |               | Stadion Střelecký ostrov, České Budějovice Toeschouwers: 6.600 Scheidsrechter: Ovidiu Haţegan (ROM) |

|                                                         |      |       |          |                                                                                                |
| 4 juni Kirin Cup № 705 «onderlinge duels» 15:00 (UTC+9) | Peru | 0 – 0 | Tsjechië | Matsumotodaira Football Stadium, Matsumoto Toeschouwers: 7.592 Scheidsrechter: Nami Sato (JPN) |
| 4 juni Kirin Cup № 705 «onderlinge duels» 15:00 (UTC+9) |      |       |          | Matsumotodaira Football Stadium, Matsumoto Toeschouwers: 7.592 Scheidsrechter: Nami Sato (JPN) |

|                                                         |       |       |          |                                                                                    |
| 7 juni Kirin Cup № 706 «onderlinge duels» 19:30 (UTC+9) | Japan | 0 – 0 | Tsjechië | Nissanstadion, Yokohama Toeschouwers: 65.856 Scheidsrechter: Martin Atkinson (ENG) |
| 7 juni Kirin Cup № 706 «onderlinge duels» 19:30 (UTC+9) |       |       |          | Nissanstadion, Yokohama Toeschouwers: 65.856 Scheidsrechter: Martin Atkinson (ENG) |

|                                                                      |                                                                            |       |          |                                                                             |
| 10 augustus Vriendschappelijk № 707 «onderlinge duels» 20:00 (UTC+2) | Noorwegen                                                                  | 3 – 0 | Tsjechië | Ullevaalstadion, Oslo Toeschouwers: 12.734 Scheidsrechter: Alan Black (NIR) |
| 10 augustus Vriendschappelijk № 707 «onderlinge duels» 20:00 (UTC+2) | Mohammed Abdellaoue 23' John Arne Riise 72' Mohammed Abdellaoue 89' (pen.) |       |          | Ullevaalstadion, Oslo Toeschouwers: 12.734 Scheidsrechter: Alan Black (NIR) |

|                                                                                 |                                      |       |                                              |                                                                             |
| 3 september EK 2012 kwalificatie Groep I № 708 «onderlinge duels» 15:00 (UTC+1) | Schotland                            | 2 – 2 | Tsjechië                                     | Hampden Park, Glasgow Toeschouwers: 51.457 Scheidsrechter: Kevin Blom (NED) |
| 3 september EK 2012 kwalificatie Groep I № 708 «onderlinge duels» 15:00 (UTC+1) | Kenny Miller 45' Darren Fletcher 82' |       | 78' Jaroslav Plašil 90' (pen.) Michal Kadlec | Hampden Park, Glasgow Toeschouwers: 51.457 Scheidsrechter: Kevin Blom (NED) |

|                                                                      |                                                                          |       |          |                                                                               |
| 6 september Vriendschappelijk № 709 «onderlinge duels» 19:00 (UTC+2) | Tsjechië                                                                 | 4 – 0 | Oekraïne | Generali Arena, Praag Toeschouwers: 7.322 Scheidsrechter: Richard Trutz (SVK) |
| 6 september Vriendschappelijk № 709 «onderlinge duels» 19:00 (UTC+2) | Michal Kadlec 3' (pen.) Michal Kadlec 12' Jan Rezek 47' Daniel Kolář 51' |       |          | Generali Arena, Praag Toeschouwers: 7.322 Scheidsrechter: Richard Trutz (SVK) |

|                                                                               |          |                              |        |                                                                                    |
| 7 oktober EK 2012 kwalificatie Groep I № 710 «onderlinge duels» 20:45 (UTC+2) | Tsjechië | 0 – 2                        | Spanje | Generali Arena, Praag Toeschouwers: 17.873 Scheidsrechter: Paolo Tagliavento (ITA) |
| 7 oktober EK 2012 kwalificatie Groep I № 710 «onderlinge duels» 20:45 (UTC+2) |          | 7' Juan Mata 23' Xabi Alonso |        | Generali Arena, Praag Toeschouwers: 17.873 Scheidsrechter: Paolo Tagliavento (ITA) |

|                                                                                |                            |       |                                                                       |                                                                                                   |
| 11 oktober EK 2012 kwalificatie Groep I № 711 «onderlinge duels» 21:45 (UTC+3) | Litouwen                   | 1 – 4 | Tsjechië                                                              | S. Dariaus- en S. Girėnostadion, Kaunas Toeschouwers: 4.000 Scheidsrechter: David Fernández (ESP) |
| 11 oktober EK 2012 kwalificatie Groep I № 711 «onderlinge duels» 21:45 (UTC+3) | Darvydas Šernas 68' (pen.) |       | 2' Michal Kadlec 16' Jan Rezek 45' Jan Rezek 85' (pen.) Michal Kadlec | S. Dariaus- en S. Girėnostadion, Kaunas Toeschouwers: 4.000 Scheidsrechter: David Fernández (ESP) |

|                                                                                   |                                    |       |            |                                                                                  |
| 11 november EK 2012 kwalificatie Play-offs № 712 «onderlinge duels» 20:15 (UTC+1) | Tsjechië                           | 2 – 0 | Montenegro | Generali Arena, Praag Toeschouwers: 14.560 Scheidsrechter: Martin Atkinson (ENG) |
| 11 november EK 2012 kwalificatie Play-offs № 712 «onderlinge duels» 20:15 (UTC+1) | Václav Pilař 63' Tomáš Sivok 90+2' |       |            | Generali Arena, Praag Toeschouwers: 14.560 Scheidsrechter: Martin Atkinson (ENG) |

|                                                                                   |            |                  |          |                                                                                         |
| 15 november EK 2012 kwalificatie Play-offs № 713 «onderlinge duels» 20:15 (UTC+1) | Montenegro | 0 – 1            | Tsjechië | Pod Goricomstadion, Podgorica Toeschouwers: 11.000 Scheidsrechter: Nicola Rizzoli (ITA) |
| 15 november EK 2012 kwalificatie Play-offs № 713 «onderlinge duels» 20:15 (UTC+1) |            | 81' Petr Jiráček |          | Pod Goricomstadion, Podgorica Toeschouwers: 11.000 Scheidsrechter: Nicola Rizzoli (ITA) |

### 2012
|                                                                    |               |       |                 |                                                                             |
| 29 februari Vriendschappelijk № 714 «onderlinge duels» 19:45 (UTC) | Ierland       | 1 – 1 | Tsjechië        | Avivastadion, Dublin Toeschouwers: 37.741 Scheidsrechter: Jorge Sousa (POR) |
| 29 februari Vriendschappelijk № 714 «onderlinge duels» 19:45 (UTC) | Simon Cox 87' |       | 50' Milan Baroš | Avivastadion, Dublin Toeschouwers: 37.741 Scheidsrechter: Jorge Sousa (POR) |

|                                                                 |                                           |       |                     |                                                                         |
| 26 mei Vriendschappelijk № 715 «onderlinge duels» 20:15 (UTC+2) | Tsjechië                                  | 2 – 1 | Israël              | UPC Arena, Graz Toeschouwers: 3.400 Scheidsrechter: Richard Trutz (SVK) |
| 26 mei Vriendschappelijk № 715 «onderlinge duels» 20:15 (UTC+2) | Milan Baroš 17' (pen.) David Lafata 90+4' |       | 45+1' Itay Shechter | UPC Arena, Graz Toeschouwers: 3.400 Scheidsrechter: Richard Trutz (SVK) |

|                                                                 |                          |       |                                      |                                                                              |
| 1 juni Vriendschappelijk № 716 «onderlinge duels» 19:00 (UTC+2) | Tsjechië                 | 1 – 2 | Hongarije                            | Generali Arena, Praag Toeschouwers: 17.102 Scheidsrechter: Lee Probert (ENG) |
| 1 juni Vriendschappelijk № 716 «onderlinge duels» 19:00 (UTC+2) | Michal Kadlec 24' (pen.) |       | 6' Balázs Dzsudzsák 88' Ádám Gyurcsó | Generali Arena, Praag Toeschouwers: 17.102 Scheidsrechter: Lee Probert (ENG) |

| Europees kampioenschap voetbal 2012 |
| ----------------------------------- |

|                                                               |                                                                                 |       |                  |                                                                                 |
| 8 juni EK 2012 Groep A № 717 «onderlinge duels» 20:45 (UTC+2) | Rusland                                                                         | 4 – 1 | Tsjechië         | Stadion Miejski, Wrocław Toeschouwers: 40.000 Scheidsrechter: Howard Webb (ENG) |
| 8 juni EK 2012 Groep A № 717 «onderlinge duels» 20:45 (UTC+2) | Alan Dzagojev 15' Roman Sjirokov 24' Alan Dzagojev 79' Roman Pavljoetsjenko 82' |       | 52' Václav Pilař | Stadion Miejski, Wrocław Toeschouwers: 40.000 Scheidsrechter: Howard Webb (ENG) |

|                                                                |                                 |       |                     |                                                                                     |
| 12 juni EK 2012 Groep A № 718 «onderlinge duels» 18:00 (UTC+2) | Tsjechië                        | 2 – 1 | Griekenland         | Stadion Miejski, Wrocław Toeschouwers: 41.105 Scheidsrechter: Stéphane Lannoy (FRA) |
| 12 juni EK 2012 Groep A № 718 «onderlinge duels» 18:00 (UTC+2) | Petr Jiráček 3' Václav Pilař 6' |       | 53' Theofanis Gekas | Stadion Miejski, Wrocław Toeschouwers: 41.105 Scheidsrechter: Stéphane Lannoy (FRA) |

|                                                                |                  |       |       |                                                                                   |
| 16 juni EK 2012 Groep A № 719 «onderlinge duels» 20:45 (UTC+2) | Tsjechië         | 1 – 0 | Polen | Stadion Miejski, Wrocław Toeschouwers: 41.180 Scheidsrechter: Craig Thomson (SCO) |
| 16 juni EK 2012 Groep A № 719 «onderlinge duels» 20:45 (UTC+2) | Petr Jiráček 72' |       |       | Stadion Miejski, Wrocław Toeschouwers: 41.180 Scheidsrechter: Craig Thomson (SCO) |

|                                                                    |          |                       |          |                                                                                    |
| 21 juni EK 2012 Kwartfinale № 720 «onderlinge duels» 20:45 (UTC+2) | Tsjechië | 0 – 1                 | Portugal | Nationaal Stadion, Warschau Toeschouwers: 55.590 Scheidsrechter: Howard Webb (ENG) |
| 21 juni EK 2012 Kwartfinale № 720 «onderlinge duels» 20:45 (UTC+2) |          | 79' Cristiano Ronaldo |          | Nationaal Stadion, Warschau Toeschouwers: 55.590 Scheidsrechter: Howard Webb (ENG) |

|  |  |  |  |  |  |  |  |  |

|                                                                      |          |       |          |                                                                           |
| 15 augustus Vriendschappelijk № 721 «onderlinge duels» 21:00 (UTC+3) | Oekraïne | 0 – 0 | Tsjechië | Arena Lviv, Lviv Toeschouwers: 33.153 Scheidsrechter: Milorad Mažić (SRB) |
| 15 augustus Vriendschappelijk № 721 «onderlinge duels» 21:00 (UTC+3) |          |       |          | Arena Lviv, Lviv Toeschouwers: 33.153 Scheidsrechter: Milorad Mažić (SRB) |

|                                                                                 |            |       |          |                                                                              |
| 8 september WK 2014 kwalificatie Groep B № 722 «onderlinge duels» 20:15 (UTC+2) | Denemarken | 0 – 0 | Tsjechië | Parken, Kopenhagen Toeschouwers: 24.004 Scheidsrechter: Wolfgang Stark (GER) |
| 8 september WK 2014 kwalificatie Groep B № 722 «onderlinge duels» 20:15 (UTC+2) |            |       |          | Parken, Kopenhagen Toeschouwers: 24.004 Scheidsrechter: Wolfgang Stark (GER) |

|                                                                       |          |                 |         |                                                                                   |
| 11 september Vriendschappelijk № 723 «onderlinge duels» 18:00 (UTC+2) | Tsjechië | 0 – 1           | Finland | Na Stínadlech, Teplice Toeschouwers: 9.053 Scheidsrechter: Hubert Siejewicz (POL) |
| 11 september Vriendschappelijk № 723 «onderlinge duels» 18:00 (UTC+2) |          | 43' Teemu Pukki |         | Na Stínadlech, Teplice Toeschouwers: 9.053 Scheidsrechter: Hubert Siejewicz (POL) |

|                                                                                |                                                            |       |                     |                                                                              |
| 12 oktober WK 2014 kwalificatie Groep B № 724 «onderlinge duels» 18:00 (UTC+2) | Tsjechië                                                   | 3 – 1 | Malta               | Doosan Arena, Plzeň Toeschouwers: 10.358 Scheidsrechter: Anar Salmanov (AZE) |
| 12 oktober WK 2014 kwalificatie Groep B № 724 «onderlinge duels» 18:00 (UTC+2) | Theodor Gebre Selassie 34' Tomáš Pekhart 52' Jan Rezek 67' |       | 38' Roderick Briffa | Doosan Arena, Plzeň Toeschouwers: 10.358 Scheidsrechter: Anar Salmanov (AZE) |

|                                                                                |          |       |           |                                                                                       |
| 16 oktober WK 2014 kwalificatie Groep B № 725 «onderlinge duels» 20:00 (UTC+2) | Tsjechië | 0 – 0 | Bulgarije | Generali Arena, Praag Toeschouwers: 16.163 Scheidsrechter: Vladislav Bezborodov (RUS) |
| 16 oktober WK 2014 kwalificatie Groep B № 725 «onderlinge duels» 20:00 (UTC+2) |          |       |           | Generali Arena, Praag Toeschouwers: 16.163 Scheidsrechter: Vladislav Bezborodov (RUS) |

|                                                                      |                                                  |       |           |                                                                                   |
| 13 november Vriendschappelijk № 726 «onderlinge duels» 17:30 (UTC+1) | Tsjechië                                         | 3 – 0 | Slowakije | Andrův stadion, Olomouc Toeschouwers: 11.464 Scheidsrechter: Harald Lechner (AUT) |
| 13 november Vriendschappelijk № 726 «onderlinge duels» 17:30 (UTC+1) | David Lafata 3' David Lafata 6' Bořek Dočkal 72' |       |           | Andrův stadion, Olomouc Toeschouwers: 11.464 Scheidsrechter: Harald Lechner (AUT) |

### 2013
|                                                                     |         |                                     |          |                                                                                         |
| 6 februari Vriendschappelijk № 727 «onderlinge duels» 20:15 (UTC+2) | Turkije | 0 – 2                               | Tsjechië | Manisa 19 Mayısstadion, Manisa Toeschouwers: 13.000 Scheidsrechter: Björn Kuipers (NED) |
| 6 februari Vriendschappelijk № 727 «onderlinge duels» 20:15 (UTC+2) |         | 4' Ladislav Krejčí 28' David Lafata |          | Manisa 19 Mayısstadion, Manisa Toeschouwers: 13.000 Scheidsrechter: Björn Kuipers (NED) |

|                                                                              |          |                                                       |            |                                                                                    |
| 22 maart WK 2014 kwalificatie Groep B № 728 «onderlinge duels» 20:30 (UTC+1) | Tsjechië | 0 – 3                                                 | Denemarken | Andrův stadion, Olomouc Toeschouwers: 12.288 Scheidsrechter: Manuel de Sousa (POR) |
| 22 maart WK 2014 kwalificatie Groep B № 728 «onderlinge duels» 20:30 (UTC+1) |          | 57' Andreas Cornelius 67' Simon Kjær 82' Niki Zimling |            | Andrův stadion, Olomouc Toeschouwers: 12.288 Scheidsrechter: Manuel de Sousa (POR) |

|                                                                              |         |                                                    |          | |
| 26 maart WK 2014 kwalificatie Groep B № 729 «onderlinge duels» 20:00 (UTC+4) | Armenië | 0 – 3                                              | Tsjechië | Republikeins Stadion Vazgen Sargsian, Jerevan Toeschouwers: 14.403 Scheidsrechter: Cristian Balaj (ROM) |
| 26 maart WK 2014 kwalificatie Groep B № 729 «onderlinge duels» 20:00 (UTC+4) |         | 47' Matěj Vydra 81' Matěj Vydra 90+4' Daniel Kolář |          | Republikeins Stadion Vazgen Sargsian, Jerevan Toeschouwers: 14.403 Scheidsrechter: Cristian Balaj (ROM) |

|                                                                            |          |       |        |                                                                                    |
| 7 juni WK 2014 kwalificatie Groep B № 730 «onderlinge duels» 20:45 (UTC+2) | Tsjechië | 0 – 0 | Italië | Generali Arena, Praag Toeschouwers: 18.235 Scheidsrechter: Svein Oddvar Moen (NOR) |
| 7 juni WK 2014 kwalificatie Groep B № 730 «onderlinge duels» 20:45 (UTC+2) |          |       |        | Generali Arena, Praag Toeschouwers: 18.235 Scheidsrechter: Svein Oddvar Moen (NOR) |

|                                                                      |                             |       |                 |                                                                                        |
| 14 augustus Vriendschappelijk № 731 «onderlinge duels» 20:30 (UTC+2) | Hongarije                   | 1 – 1 | Tsjechië        | Ferenc Puskásstadion, Boedapest Toeschouwers: 14.000 Scheidsrechter: Howard Webb (ENG) |
| 14 augustus Vriendschappelijk № 731 «onderlinge duels» 20:30 (UTC+2) | Balázs Dzsudzsák 57' (pen.) |       | 23' Libor Kozák | Ferenc Puskásstadion, Boedapest Toeschouwers: 14.000 Scheidsrechter: Howard Webb (ENG) |

|                                                                                 |                   |       |                                             |                                                                             |
| 6 september WK 2014 kwalificatie Groep B № 732 «onderlinge duels» 18:00 (UTC+2) | Tsjechië          | 1 – 2 | Armenië                                     | Eden Aréna, Praag Toeschouwers: 17.628 Scheidsrechter: Antony Gautier (FRA) |
| 6 september WK 2014 kwalificatie Groep B № 732 «onderlinge duels» 18:00 (UTC+2) | Tomáš Rosický 70' |       | 31' Karlen Mkrtchyan 90+2' Gevorg Ghazaryan | Eden Aréna, Praag Toeschouwers: 17.628 Scheidsrechter: Antony Gautier (FRA) |

|                                                                                  |                                                  |       |                 |                                                                                    |
| 10 september WK 2014 kwalificatie Groep B № 733 «onderlinge duels» 20:45 (UTC+2) | Italië                                           | 2 – 1 | Tsjechië        | Juventus Stadium, Turijn Toeschouwers: 35.299 Scheidsrechter: Jonas Eriksson (SWE) |
| 10 september WK 2014 kwalificatie Groep B № 733 «onderlinge duels» 20:45 (UTC+2) | Giorgio Chiellini 51' Mario Balotelli 54' (pen.) |       | 19' Libor Kozák | Juventus Stadium, Turijn Toeschouwers: 35.299 Scheidsrechter: Jonas Eriksson (SWE) |

|                                                                                |                    |       |                                                                         |                                                                               |
| 11 oktober WK 2014 kwalificatie Groep B № 734 «onderlinge duels» 19:30 (UTC+2) | Malta              | 1 – 4 | Tsjechië                                                                | Ta' Qalistadion, Ta' Qali Toeschouwers: 4.530 Scheidsrechter: Matej Jug (SLO) |
| 11 oktober WK 2014 kwalificatie Groep B № 734 «onderlinge duels» 19:30 (UTC+2) | Michael Mifsud 48' |       | 3' Tomáš Hübschman 33' David Lafata 51' Václav Kadlec 90' Tomáš Pekhart | Ta' Qalistadion, Ta' Qali Toeschouwers: 4.530 Scheidsrechter: Matej Jug (SLO) |

|                                                                                |           |                  |          |                                                                                                |
| 15 oktober WK 2014 kwalificatie Groep B № 735 «onderlinge duels» 21:15 (UTC+3) | Bulgarije | 0 – 1            | Tsjechië | Vasil Levski Nationaal Stadion, Sofia Toeschouwers: 25.464 Scheidsrechter: Viktor Kassai (HUN) |
| 15 oktober WK 2014 kwalificatie Groep B № 735 «onderlinge duels» 21:15 (UTC+3) |           | 52' Bořek Dočkal |          | Vasil Levski Nationaal Stadion, Sofia Toeschouwers: 25.464 Scheidsrechter: Viktor Kassai (HUN) |

|                                                                      |                                     |       |        |                                                                                      |
| 15 november Vriendschappelijk № 736 «onderlinge duels» 17:00 (UTC+1) | Tsjechië                            | 2 – 0 | Canada | Andrův stadion, Olomouc Toeschouwers: 9.749 Scheidsrechter: Bryn Markham-Jones (WAL) |
| 15 november Vriendschappelijk № 736 «onderlinge duels» 17:00 (UTC+1) | Ondřej Čelůstka 3' Tomáš Hořava 82' |       |        | Andrův stadion, Olomouc Toeschouwers: 9.749 Scheidsrechter: Bryn Markham-Jones (WAL) |

### 2014
|                                                                  |                                   |       |                                                 |                                                                           |
| 5 maart Vriendschappelijk № 737 «onderlinge duels» 18:30 (UTC+1) | Tsjechië                          | 2 – 2 | Noorwegen                                       | Eden Aréna, Praag Toeschouwers: 17.039 Scheidsrechter: Cüneyt Çakır (TUR) |
| 5 maart Vriendschappelijk № 737 «onderlinge duels» 18:30 (UTC+1) | Tomáš Rosický 11' Matěj Vydra 39' |       | 21' Tarik Elyounoussi 88' Morten Gamst Pedersen | Eden Aréna, Praag Toeschouwers: 17.039 Scheidsrechter: Cüneyt Çakır (TUR) |

|                                                                 |                                 |       |                                    |                                                                                   |
| 21 mei Vriendschappelijk № 738 «onderlinge duels» 19:00 (UTC+3) | Finland                         | 2 – 2 | Tsjechië                           | Olympiastadion, Helsinki Toeschouwers: 6.547 Scheidsrechter: Oliver Drachta (AUT) |
| 21 mei Vriendschappelijk № 738 «onderlinge duels» 19:00 (UTC+3) | Teemu Pukki 18' Teemu Pukki 20' |       | 19' Matěj Vydra 36' Josef Hušbauer | Olympiastadion, Helsinki Toeschouwers: 6.547 Scheidsrechter: Oliver Drachta (AUT) |

|                                                                 |                  |       |                                               |                                                                                   |
| 3 juni Vriendschappelijk № 739 «onderlinge duels» 20:30 (UTC+2) | Tsjechië         | 1 – 2 | Oostenrijk                                    | Andrův stadion, Olomouc Toeschouwers: 10.653 Scheidsrechter: Pol van Boekel (NED) |
| 3 juni Vriendschappelijk № 739 «onderlinge duels» 20:30 (UTC+2) | Tomáš Hořava 42' |       | 34' Marcel Sabitzer 72' Julian Baumgartlinger | Andrův stadion, Olomouc Toeschouwers: 10.653 Scheidsrechter: Pol van Boekel (NED) |

|                                                                      |          |                      |                  |                                                                             |
| 3 september Vriendschappelijk № 740 «onderlinge duels» 20:15 (UTC+2) | Tsjechië | 0 – 1                | Verenigde Staten | Generali Arena, Praag Toeschouwers: 12.624 Scheidsrechter: István Vad (HUN) |
| 3 september Vriendschappelijk № 740 «onderlinge duels» 20:15 (UTC+2) |          | 39' Alejandro Bedoya |                  | Generali Arena, Praag Toeschouwers: 12.624 Scheidsrechter: István Vad (HUN) |

|                                                                                 |                                     |       |                    |                                                                                  |
| 9 september EK 2016 kwalificatie Groep A № 741 «onderlinge duels» 20:45 (UTC+2) | Tsjechië                            | 2 – 1 | Nederland          | Generali Arena, Praag Toeschouwers: 17.946 Scheidsrechter: Gianluca Rocchi (ITA) |
| 9 september EK 2016 kwalificatie Groep A № 741 «onderlinge duels» 20:45 (UTC+2) | Bořek Dočkal 21' Václav Pilař 90+1' |       | 55' Stefan de Vrij | Generali Arena, Praag Toeschouwers: 17.946 Scheidsrechter: Gianluca Rocchi (ITA) |

|                                                                                |               |       |                                  |                                                                                            |
| 10 oktober EK 2016 kwalificatie Groep A № 742 «onderlinge duels» 21:45 (UTC+3) | Turkije       | 1 – 2 | Tsjechië                         | Şükrü Saracoğlustadion, Istanbul Toeschouwers: 35.000 Scheidsrechter: Jonas Eriksson (SWE) |
| 10 oktober EK 2016 kwalificatie Groep A № 742 «onderlinge duels» 21:45 (UTC+3) | Umut Bulut 8' |       | 16' Tomáš Sivok 58' Bořek Dočkal | Şükrü Saracoğlustadion, Istanbul Toeschouwers: 35.000 Scheidsrechter: Jonas Eriksson (SWE) |

|                                                                           |                                               |       |                                                                       |                                                                                    |
| 13 oktober EK-kwalificatie Groep A № 743 «onderlinge duels» 22:00 (UTC+6) | Kazachstan                                    | 2 – 4 | Tsjechië                                                              | Astana Arena, Astana Toeschouwers: 12.752 Scheidsrechter: Mattias Gestranius (FIN) |
| 13 oktober EK-kwalificatie Groep A № 743 «onderlinge duels» 22:00 (UTC+6) | Joerij Logvinenko 84' Joerij Logvinenko 90+1' |       | 13' Bořek Dočkal 44' David Lafata 56' Ladislav Krejčí 88' Tomáš Necid | Astana Arena, Astana Toeschouwers: 12.752 Scheidsrechter: Mattias Gestranius (FIN) |

|                                                                                 |                                                 |       |                      |                                                                               |
| 16 november EK 2016 kwalificatie Groep A № 744 «onderlinge duels» 20:45 (UTC+1) | Tsjechië                                        | 2 – 1 | IJsland              | Doosan Arena, Plzeň Toeschouwers: 11.354 Scheidsrechter: Wolfgang Stark (GER) |
| 16 november EK 2016 kwalificatie Groep A № 744 «onderlinge duels» 20:45 (UTC+1) | Pavel Kadeřábek 45+1' Jón Böðvarsson 61' (e.d.) |       | 9' Ragnar Sigurðsson | Doosan Arena, Plzeň Toeschouwers: 11.354 Scheidsrechter: Wolfgang Stark (GER) |

### 2015
|                                                                              |                  |       |                        |                                                                             |
| 28 maart EK 2016 kwalificatie Groep A № 745 «onderlinge duels» 18:00 (UTC+1) | Tsjechië         | 1 – 1 | Letland                | Eden Aréna, Praag Toeschouwers: 13.722 Scheidsrechter: Xavier Estrada (ESP) |
| 28 maart EK 2016 kwalificatie Groep A № 745 «onderlinge duels» 18:00 (UTC+1) | Václav Pilař 90' |       | 30' Aleksejs Višņakovs | Eden Aréna, Praag Toeschouwers: 13.722 Scheidsrechter: Xavier Estrada (ESP) |

|                                                                   |                 |       |          |                                                                                  |
| 31 maart Vriendschappelijk № 746 «onderlinge duels» 20:30 (UTC+2) | Slowakije       | 1 – 0 | Tsjechië | Štadión pod Dubňom, Žilina Toeschouwers: 10.594 Scheidsrechter: István Vad (HUN) |
| 31 maart Vriendschappelijk № 746 «onderlinge duels» 20:30 (UTC+2) | Ondrej Duda 49' |       |          | Štadión pod Dubňom, Žilina Toeschouwers: 10.594 Scheidsrechter: István Vad (HUN) |

|                                                                           |                                             |       |                  |                                                                                      |
| 12 juni EK 2016 kwalificatie Groep A № 747 «onderlinge duels» 18:45 (UTC) | IJsland                                     | 2 – 1 | Tsjechië         | Laugardalsvöllur, Reykjavik Toeschouwers: 9.767 Scheidsrechter: William Collum (SCO) |
| 12 juni EK 2016 kwalificatie Groep A № 747 «onderlinge duels» 18:45 (UTC) | Aron Gunnarsson 60' Kolbeinn Sigþórsson 76' |       | 55' Bořek Dočkal | Laugardalsvöllur, Reykjavik Toeschouwers: 9.767 Scheidsrechter: William Collum (SCO) |

|                                                                                 |                                 |       |                      |                                                                                             |
| 3 september EK 2016 kwalificatie Groep A № 748 «onderlinge duels» 20:45 (UTC+2) | Tsjechië                        | 2 – 1 | Kazachstan           | Stadion města Plzně, Pilsen Toeschouwers: 10.572 Scheidsrechter: Martin Strömbergsson (SWE) |
| 3 september EK 2016 kwalificatie Groep A № 748 «onderlinge duels» 20:45 (UTC+2) | Milan Škoda 74' Milan Škoda 86' |       | 21' Jurij Logvinenko | Stadion města Plzně, Pilsen Toeschouwers: 10.572 Scheidsrechter: Martin Strömbergsson (SWE) |

|                                                                                 |                    |       |                                         |                                                                             |
| 6 september EK 2016 kwalificatie Groep A № 749 «onderlinge duels» 19:00 (UTC+3) | Letland            | 1 – 2 | Tsjechië                                | Skontostadion, Riga Toeschouwers: 7.913 Scheidsrechter: Deniz Aytekin (GER) |
| 6 september EK 2016 kwalificatie Groep A № 749 «onderlinge duels» 19:00 (UTC+3) | Artūrs Zjuzins 73' |       | 13' David Limberský 25' Vladimír Darida | Skontostadion, Riga Toeschouwers: 7.913 Scheidsrechter: Deniz Aytekin (GER) |

|                                                                                |          |                                             |         |                                                                                  |
| 10 oktober EK 2016 kwalificatie Groep A № 750 «onderlinge duels» 20:45 (UTC+2) | Tsjechië | 0 – 2                                       | Turkije | Generali Arena, Praag Toeschouwers: 17.190 Scheidsrechter: Martin Atkinson (ENG) |
| 10 oktober EK 2016 kwalificatie Groep A № 750 «onderlinge duels» 20:45 (UTC+2) |          | 62' (pen.) Selçuk İnan 79' Hakan Çalhanoğlu |         | Generali Arena, Praag Toeschouwers: 17.190 Scheidsrechter: Martin Atkinson (ENG) |

|                                                                                |                                              |       |                                                                 |                                                                                     |
| 13 oktober EK 2016 kwalificatie Groep A № 751 «onderlinge duels» 20:45 (UTC+2) | Nederland                                    | 2 – 3 | Tsjechië                                                        | Amsterdam ArenA, Amsterdam Toeschouwers: 48.000 Scheidsrechter: Damir Skomina (SLO) |
| 13 oktober EK 2016 kwalificatie Groep A № 751 «onderlinge duels» 20:45 (UTC+2) | Klaas-Jan Huntelaar 70' Robin van Persie 83' |       | 24' Pavel Kadeřábek 35' Josef Šural 66' (e.d.) Robin van Persie | Amsterdam ArenA, Amsterdam Toeschouwers: 48.000 Scheidsrechter: Damir Skomina (SLO) |

|                                                                      |                                                                           |       |                    |                                                                                   |
| 13 november Vriendschappelijk № 752 «onderlinge duels» 20:30 (UTC+1) | Tsjechië                                                                  | 4 – 1 | Servië             | Městský stadion, Ostrava Toeschouwers: 14.975 Scheidsrechter: Vladimir Vnuk (SVK) |
| 13 november Vriendschappelijk № 752 «onderlinge duels» 20:30 (UTC+1) | Tomáš Sivok 17' Tomáš Necid 63' Ladislav Krejčí 82' Ondřej Zahustel 90+3' |       | 78' Petar Škuletić | Městský stadion, Ostrava Toeschouwers: 14.975 Scheidsrechter: Vladimir Vnuk (SVK) |

|                                                                      |                                                            |       |                     |                                                                                       |
| 17 november Vriendschappelijk № 753 «onderlinge duels» 20:45 (UTC+1) | Polen                                                      | 3 – 1 | Tsjechië            | Stadion Miejski, Wrocław Toeschouwers: 40.793 Scheidsrechter: Sándor Andó-Szabó (HUN) |
| 17 november Vriendschappelijk № 753 «onderlinge duels» 20:45 (UTC+1) | Arkadiusz Milik 3' Tomasz Jodłowiec 12' Kamil Grosicki 71' |       | 41' Ladislav Krejčí | Stadion Miejski, Wrocław Toeschouwers: 40.793 Scheidsrechter: Sándor Andó-Szabó (HUN) |

### 2016
|                                                                   |          |                 |           |                                                                                  |
| 24 maart Vriendschappelijk № 754 «onderlinge duels» 20:45 (UTC+1) | Tsjechië | 0 – 1           | Schotland | Generali Arena, Praag Toeschouwers: 14.580 Scheidsrechter: Paul McLaughlin (IRL) |
| 24 maart Vriendschappelijk № 754 «onderlinge duels» 20:45 (UTC+1) |          | 10' Ikechi Anya |           | Generali Arena, Praag Toeschouwers: 14.580 Scheidsrechter: Paul McLaughlin (IRL) |

|                                                                   |                 |       |                 |                                                                             |
| 29 maart Vriendschappelijk № 755 «onderlinge duels» 20:30 (UTC+2) | Zweden          | 1 – 1 | Tsjechië        | Friends Arena, Solna Toeschouwers: 18.745 Scheidsrechter: Bas Nijhuis (NED) |
| 29 maart Vriendschappelijk № 755 «onderlinge duels» 20:30 (UTC+2) | Marcus Berg 14' |       | 26' Matěj Vydra | Friends Arena, Solna Toeschouwers: 18.745 Scheidsrechter: Bas Nijhuis (NED) |

|                                                                 | |       |       |                                                                                    |
| 27 mei Vriendschappelijk № 756 «onderlinge duels» 18:00 (UTC+2) | Tsjechië                                                                                                  | 6 – 0 | Malta | Kufstein Arena, Kufstein Toeschouwers: 1.000 Scheidsrechter: Dominik Ouschan (AUT) |
| 27 mei Vriendschappelijk № 756 «onderlinge duels» 18:00 (UTC+2) | Jaroslav Plašil 15' Milan Škoda 21' Roman Hubník 40' David Lafata 74' Tomáš Necid 81' Patrik Schick 90+1' |       |       | Kufstein Arena, Kufstein Toeschouwers: 1.000 Scheidsrechter: Dominik Ouschan (AUT) |

|                                                                 |                                   |       |                      |                                                                                              |
| 1 juni Vriendschappelijk № 757 «onderlinge duels» 18:00 (UTC+2) | Tsjechië                          | 2 – 1 | Rusland              | Tivoli Stadion Tirol, Innsbruck Toeschouwers: 650 Scheidsrechter: Robert Schörgenhofer (AUT) |
| 1 juni Vriendschappelijk № 757 «onderlinge duels» 18:00 (UTC+2) | Tomáš Rosický 49' Tomáš Necid 90' |       | 6' Aleksandr Kokorin | Tivoli Stadion Tirol, Innsbruck Toeschouwers: 650 Scheidsrechter: Robert Schörgenhofer (AUT) |

|                                                                 |                 |       |                                     |                                                                               |
| 5 juni Vriendschappelijk № 758 «onderlinge duels» 15:10 (UTC+2) | Tsjechië        | 1 – 2 | Zuid-Korea                          | Eden Aréna, Praag Toeschouwers: 16.490 Scheidsrechter: Daniel Stefański (POL) |
| 5 juni Vriendschappelijk № 758 «onderlinge duels» 15:10 (UTC+2) | Marek Suchý 46' |       | 26' Yoon Bit-garam 40' Suk Hyun-jun | Eden Aréna, Praag Toeschouwers: 16.490 Scheidsrechter: Daniel Stefański (POL) |

| EK voetbal 2016 |
| --------------- |

|                                                                |                  |       |          |                                                                                         |
| 13 juni EK 2016 Groep D № 759 «onderlinge duels» 15:00 (UTC+2) | Spanje           | 1 – 0 | Tsjechië | Stadium Municipal, Toulouse Toeschouwers: 29.400 Scheidsrechter: Szymon Marciniak (POL) |
| 13 juni EK 2016 Groep D № 759 «onderlinge duels» 15:00 (UTC+2) | Gerard Piqué 87' |       |          | Stadium Municipal, Toulouse Toeschouwers: 29.400 Scheidsrechter: Szymon Marciniak (POL) |

|                                                                |                                          |       |                                   | |
| 17 juni EK 2016 Groep D № 760 «onderlinge duels» 18:00 (UTC+2) | Tsjechië                                 | 2 – 2 | Kroatië                           | Stade Geoffroy-Guichard, Saint-Étienne Toeschouwers: 38.376 Scheidsrechter: Mark Clattenburg (ENG) |
| 17 juni EK 2016 Groep D № 760 «onderlinge duels» 18:00 (UTC+2) | Milan Škoda 75' Tomáš Necid 90+3' (pen.) |       | 37' Ivan Perišić 59' Ivan Rakitić | Stade Geoffroy-Guichard, Saint-Étienne Toeschouwers: 38.376 Scheidsrechter: Mark Clattenburg (ENG) |

|                                                                |          |                                 |         |                                                                                        |
| 21 juni EK 2016 Groep D № 761 «onderlinge duels» 21:00 (UTC+2) | Tsjechië | 0 – 2                           | Turkije | Stade Bollaert-Delelis, Lens Toeschouwers: 32.836 Scheidsrechter: William Collum (SCO) |
| 21 juni EK 2016 Groep D № 761 «onderlinge duels» 21:00 (UTC+2) |          | 10' Burak Yılmaz 65' Ozan Tufan |         | Stade Bollaert-Delelis, Lens Toeschouwers: 32.836 Scheidsrechter: William Collum (SCO) |

|  |  |  |  |  |  |  |  |  |

|                                                                      |                                                    |       |         |                                                                                      |
| 31 augustus Vriendschappelijk № 762 «onderlinge duels» 19:15 (UTC+2) | Tsjechië                                           | 3 – 0 | Armenië | Adidas Aréna, Mladá Boleslav Toeschouwers: 4.351 Scheidsrechter: Vladimir Vnuk (SVK) |
| 31 augustus Vriendschappelijk № 762 «onderlinge duels» 19:15 (UTC+2) | Ladislav Krejčí 4' Václav Kadlec 34' Jan Kopic 86' |       |         | Adidas Aréna, Mladá Boleslav Toeschouwers: 4.351 Scheidsrechter: Vladimir Vnuk (SVK) |

|                                                                                 |          |       |               |                                                                                          |
| 4 september WK 2018 kwalificatie Groep C № 763 «onderlinge duels» 20:45 (UTC+2) | Tsjechië | 0 – 0 | Noord-Ierland | Generali Arena, Praag Toeschouwers: 10.731 Scheidsrechter: Anastasios Sidiropoulos (GRE) |
| 4 september WK 2018 kwalificatie Groep C № 763 «onderlinge duels» 20:45 (UTC+2) |          |       |               | Generali Arena, Praag Toeschouwers: 10.731 Scheidsrechter: Anastasios Sidiropoulos (GRE) |

|                                                                          |                                                    |       |          |                                                                                     |
| 8 oktober WK-kwalificatie Groep C № 764 «onderlinge duels» 20:45 (UTC+2) | Duitsland                                          | 3 – 0 | Tsjechië | Volksparkstadion, Hamburg Toeschouwers: 51.299 Scheidsrechter: Ovidiu Haţegan (ROM) |
| 8 oktober WK-kwalificatie Groep C № 764 «onderlinge duels» 20:45 (UTC+2) | Thomas Müller 13' Toni Kroos 49' Thomas Müller 65' |       |          | Volksparkstadion, Hamburg Toeschouwers: 51.299 Scheidsrechter: Ovidiu Haţegan (ROM) |

|                                                                           |          |       |              |                                                                               |
| 11 oktober WK-kwalificatie Groep C № 765 «onderlinge duels» 20:45 (UTC+2) | Tsjechië | 0 – 0 | Azerbeidzjan | Městský stadion, Ostrava Toeschouwers: 12.148 Scheidsrechter: Matej Jug (SLO) |
| 11 oktober WK-kwalificatie Groep C № 765 «onderlinge duels» 20:45 (UTC+2) |          |       |              | Městský stadion, Ostrava Toeschouwers: 12.148 Scheidsrechter: Matej Jug (SLO) |

|                                                                            |                                         |       |                 |                                                                          |
| 11 november WK-kwalificatie Groep C № 766 «onderlinge duels» 20:45 (UTC+1) | Tsjechië                                | 2 – 1 | Noorwegen       | Eden Aréna, Praag Toeschouwers: 16.411 Scheidsrechter: Bas Nijhuis (NED) |
| 11 november WK-kwalificatie Groep C № 766 «onderlinge duels» 20:45 (UTC+1) | Michael Krmenčík 11' Jaromír Zmrhal 47' |       | 86' Joshua King | Eden Aréna, Praag Toeschouwers: 16.411 Scheidsrechter: Bas Nijhuis (NED) |

|                                                                      |                  |       |                       |                                                                                              |
| 15 november Vriendschappelijk № 767 «onderlinge duels» 20:30 (UTC+1) | Tsjechië         | 1 – 1 | Denemarken            | Adidas Aréna, Mladá Boleslav Toeschouwers: 1.763 Scheidsrechter: Manuel Schüttengruber (AUT) |
| 15 november Vriendschappelijk № 767 «onderlinge duels» 20:30 (UTC+1) | Antonín Barák 8' |       | 38' Nicolai Jørgensen | Adidas Aréna, Mladá Boleslav Toeschouwers: 1.763 Scheidsrechter: Manuel Schüttengruber (AUT) |

### 2017
|                                                                   |                                                               |       |          |                                                                                       |
| 22 maart Vriendschappelijk № 768 «onderlinge duels» 18:00 (UTC+1) | Tsjechië                                                      | 3 – 0 | Litouwen | Městský stadion, Ústí nad Labem Toeschouwers: 3.959 Scheidsrechter: Alain Bieri (SUI) |
| 22 maart Vriendschappelijk № 768 «onderlinge duels» 18:00 (UTC+1) | Tomáš Hořava 48' (pen.) Jakub Jankto 64' Michael Krmenčík 79' |       |          | Městský stadion, Ústí nad Labem Toeschouwers: 3.959 Scheidsrechter: Alain Bieri (SUI) |

|                                                                         |            | |          |                                                                                     |
| 26 maart WK-kwalificatie Groep C № 769 «onderlinge duels» 18:00 (UTC+2) | San Marino | 0 – 6 | Tsjechië | Stadio Olimpico, Serravalle Toeschouwers: 1.023 Scheidsrechter: Kristo Tohver (EST) |
| 26 maart WK-kwalificatie Groep C № 769 «onderlinge duels» 18:00 (UTC+2) |            | 17' Antonín Barák 19' Vladimír Darida 24' Antonín Barák 26' Theodor Gebre Selassie 43' Michael Krmenčík 77' (pen.) Vladimír Darida |          | Stadio Olimpico, Serravalle Toeschouwers: 1.023 Scheidsrechter: Kristo Tohver (EST) |

|                                                                 |                                           |       |                      |                                                                                            |
| 5 juni Vriendschappelijk № 770 «onderlinge duels» 20:45 (UTC+2) | België                                    | 2 – 1 | Tsjechië             | Koning Boudewijnstadion, Brussel Toeschouwers: 28.000 Scheidsrechter: Sandro Schärer (SUI) |
| 5 juni Vriendschappelijk № 770 «onderlinge duels» 20:45 (UTC+2) | Michy Batshuayi 25' Marouane Fellaini 52' |       | 29' Michael Krmenčík | Koning Boudewijnstadion, Brussel Toeschouwers: 28.000 Scheidsrechter: Sandro Schärer (SUI) |

|                                                                        |                            |       |                         |                                                                                 |
| 10 juni WK-kwalificatie Groep C № 771 «onderlinge duels» 20:45 (UTC+2) | Noorwegen                  | 1 – 1 | Tsjechië                | Ullevaalstadion, Oslo Toeschouwers: 12.179 Scheidsrechter: Andre Marriner (ENG) |
| 10 juni WK-kwalificatie Groep C № 771 «onderlinge duels» 20:45 (UTC+2) | Theodor Gebre Selassie 36' |       | 55' Alexander Søderlund | Ullevaalstadion, Oslo Toeschouwers: 12.179 Scheidsrechter: Andre Marriner (ENG) |

|                                                                            |                     |       |                                   |                                                                              |
| 1 september WK-kwalificatie Groep C № 772 «onderlinge duels» 20:45 (UTC+2) | Tsjechië            | 1 – 2 | Duitsland                         | Eden Aréna, Praag Toeschouwers: 18.093 Scheidsrechter: Sergej Karasjov (RUS) |
| 1 september WK-kwalificatie Groep C № 772 «onderlinge duels» 20:45 (UTC+2) | Vladimír Darida 78' |       | 194' Timo Werner 88' Mats Hummels | Eden Aréna, Praag Toeschouwers: 18.093 Scheidsrechter: Sergej Karasjov (RUS) |

|                                                                            |                                 |       |          |                                                                                 |
| 4 september WK-kwalificatie Groep C № 773 «onderlinge duels» 19:45 (UTC+1) | Noord-Ierland                   | 2 – 0 | Tsjechië | Windsor Park, Belfast Toeschouwers: 18.167 Scheidsrechter: Daniele Orsato (ITA) |
| 4 september WK-kwalificatie Groep C № 773 «onderlinge duels» 19:45 (UTC+1) | Jonny Evans 28' Chris Brunt 41' |       |          | Windsor Park, Belfast Toeschouwers: 18.167 Scheidsrechter: Daniele Orsato (ITA) |

|                                                                          |                            |       |                                 |                                                                                   |
| 5 oktober WK-kwalificatie Groep C № 774 «onderlinge duels» 20:00 (UTC+4) | Azerbeidzjan               | 1 – 2 | Tsjechië                        | Olympisch Stadion, Bakoe Toeschouwers: 10.000 Scheidsrechter: Benoît Millot (FRA) |
| 5 oktober WK-kwalificatie Groep C № 774 «onderlinge duels» 20:00 (UTC+4) | Əfran İsmayılov 55' (pen.) |       | 35' Jan Kopic 66' Antonín Barák | Olympisch Stadion, Bakoe Toeschouwers: 10.000 Scheidsrechter: Benoît Millot (FRA) |

|                                                                          |                                                                                          |       |            |                                                                                    |
| 8 oktober WK-kwalificatie Groep C № 775 «onderlinge duels» 20:45 (UTC+2) | Tsjechië                                                                                 | 5 – 0 | San Marino | Stadion města Plzně, Pilsen Toeschouwers: 5.625 Scheidsrechter: Alex Troleis (FAR) |
| 8 oktober WK-kwalificatie Groep C № 775 «onderlinge duels» 20:45 (UTC+2) | Michael Krmenčík 8' Michael Krmenčík 23' Jan Kopic 27' Filip Novák 71' Václav Kadlec 83' |       |            | Stadion města Plzně, Pilsen Toeschouwers: 5.625 Scheidsrechter: Alex Troleis (FAR) |

|                                                                     |                                 |       |                         |                                                                                           |
| 8 november Vriendschappelijk № 776 «onderlinge duels» 17:45 (UTC+3) | Tsjechië                        | 2 – 1 | IJsland                 | Abdullah bin Khalifastadion, Doha Toeschouwers: 60 Scheidsrechter: Khamis Al-Kuwari (QAT) |
| 8 november Vriendschappelijk № 776 «onderlinge duels» 17:45 (UTC+3) | Tomáš Souček 19' Jan Sýkora 65' |       | 77' Kjartan Finnbogason | Abdullah bin Khalifastadion, Doha Toeschouwers: 60 Scheidsrechter: Khamis Al-Kuwari (QAT) |

|                                                                      |       |                   |          |                                                                                             |
| 11 november Vriendschappelijk № 777 «onderlinge duels» 19:30 (UTC+3) | Qatar | 0 – 1             | Tsjechië | Abdullah bin Khalifastadion, Doha Toeschouwers: 3.000 Scheidsrechter: Sjerzod Kasimov (UZB) |
| 11 november Vriendschappelijk № 777 «onderlinge duels» 19:30 (UTC+3) |       | 15' Antonín Barák |          | Abdullah bin Khalifastadion, Doha Toeschouwers: 3.000 Scheidsrechter: Sjerzod Kasimov (UZB) |

### 2018
|                                                                             |                                           |       |          |                                                                                       |
| 23 maart Vriendschappelijk China Cup № 778 «onderlinge duels» 19:35 (UTC+8) | Uruguay                                   | 2 – 0 | Tsjechië | Guangxi Sportcenter, Nanning Toeschouwers: 22.537 Scheidsrechter: Saoud Al-Adba (QAT) |
| 23 maart Vriendschappelijk China Cup № 778 «onderlinge duels» 19:35 (UTC+8) | Luis Suárez 10' (pen.) Edinson Cavani 37' |       |          | Guangxi Sportcenter, Nanning Toeschouwers: 22.537 Scheidsrechter: Saoud Al-Adba (QAT) |

|                                                                             |                 |       |                                                                            |                                                                                     |
| 26 maart Vriendschappelijk China Cup № 779 «onderlinge duels» 19:35 (UTC+8) | China           | 1 – 4 | Tsjechië                                                                   | Guangxi Sportcenter, Nanning Toeschouwers: 22.537 Scheidsrechter: Chris Beath (AUS) |
| 26 maart Vriendschappelijk China Cup № 779 «onderlinge duels» 19:35 (UTC+8) | Fan Xiaodong 5' |       | 57' Tomáš Kalas 59' Patrik Schick 61' Michael Krmenčík 78' Pavel Kadeřábek | Guangxi Sportcenter, Nanning Toeschouwers: 22.537 Scheidsrechter: Chris Beath (AUS) |

|                                                                 |                                                                        |       |          |                                                                                 |
| 1 juni Vriendschappelijk № 780 «onderlinge duels» 13:00 (UTC+2) | Australië                                                              | 4 – 0 | Tsjechië | NV Arena, Sankt Pölten Toeschouwers: 665 Scheidsrechter: Alexander Harkam (AUT) |
| 1 juni Vriendschappelijk № 780 «onderlinge duels» 13:00 (UTC+2) | Mathew Leckie 32' Andrew Nabbout 54' Mathew Leckie 72' Jakub Jugas 80' |       |          | NV Arena, Sankt Pölten Toeschouwers: 665 Scheidsrechter: Alexander Harkam (AUT) |

|                                                                 |         |                 |          |                                                                                            |
| 6 juni Vriendschappelijk № 781 «onderlinge duels» 15:00 (UTC+2) | Nigeria | 0 – 1           | Tsjechië | Rudolf-Tonn-Stadion, Schwechat Toeschouwers: 3.200 Scheidsrechter: Julian Weinberger (CZE) |
| 6 juni Vriendschappelijk № 781 «onderlinge duels» 15:00 (UTC+2) |         | 25' Tomáš Kalas |          | Rudolf-Tonn-Stadion, Schwechat Toeschouwers: 3.200 Scheidsrechter: Julian Weinberger (CZE) |

|                                                                                 |                  |       |                                                     | |
| 6 september UEFA Nations League Groep B1 № 782 «onderlinge duels» 21:00 (UTC+2) | Tsjechië         | 1 – 2 | Oekraïne                                            | Miroslava Valentystadion, Uherské Hradiště Toeschouwers: 7.974 Scheidsrechter: Anthony Taylor (ENG) |
| 6 september UEFA Nations League Groep B1 № 782 «onderlinge duels» 21:00 (UTC+2) | Patrik Schick 4' |       | 45+1' Jevhen Konopljanka 90+3' Oleksandr Zintsjenko | Miroslava Valentystadion, Uherské Hradiště Toeschouwers: 7.974 Scheidsrechter: Anthony Taylor (ENG) |

|                                                                       | |       |                  |                                                                                          |
| 10 september Vriendschappelijk № 783 «onderlinge duels» 19:00 (UTC+3) | Rusland                                                                                               | 5 – 1 | Tsjechië         | Rostov Arena, Rostov aan de Don Toeschouwers: 37.800 Scheidsrechter: Aliyar Ağayev (AZE) |
| 10 september Vriendschappelijk № 783 «onderlinge duels» 19:00 (UTC+3) | Aleksej Ionov 8' Anton Zabolotni 24' Aleksej Ionov 29' (pen.) Aleksandr Jerochin 78' Dmitry Poloz 83' |       | 74' Tomáš Souček | Rostov Arena, Rostov aan de Don Toeschouwers: 37.800 Scheidsrechter: Aliyar Ağayev (AZE) |

|                                                                                |                  |       |                                        |                                                                                              |
| 13 oktober UEFA Nations League Groep B1 № 784 «onderlinge duels» 15:00 (UTC+2) | Slowakije        | 1 – 2 | Tsjechië                               | Štadión Antona Malatinského, Trnava Toeschouwers: 17.251 Scheidsrechter: Slavko Vinčić (SLO) |
| 13 oktober UEFA Nations League Groep B1 № 784 «onderlinge duels» 15:00 (UTC+2) | Marek Hamšík 62' |       | 52' Michael Krmenčík 76' Patrik Schick | Štadión Antona Malatinského, Trnava Toeschouwers: 17.251 Scheidsrechter: Slavko Vinčić (SLO) |

|                                                                                |                         |       |          |                                                                                       |
| 16 oktober UEFA Nations League Groep B1 № 785 «onderlinge duels» 21:45 (UTC+3) | Oekraïne                | 1 – 0 | Tsjechië | Metaliststadion, Charkiv Toeschouwers: 38.100 Scheidsrechter: Gediminas Mažeika (LTU) |
| 16 oktober UEFA Nations League Groep B1 № 785 «onderlinge duels» 21:45 (UTC+3) | Roeslan Malynovskyj 43' |       |          | Metaliststadion, Charkiv Toeschouwers: 38.100 Scheidsrechter: Gediminas Mažeika (LTU) |

|                                                                      |       |                  |          |                                                                                           |
| 15 november Vriendschappelijk № 786 «onderlinge duels» 18:00 (UTC+1) | Polen | 0 – 1            | Tsjechië | Stadion Energa Gdańsk, Gdańsk Toeschouwers: 34.783 Scheidsrechter: Stephan Klossner (SUI) |
| 15 november Vriendschappelijk № 786 «onderlinge duels» 18:00 (UTC+1) |       | 52' Jakub Jankto |          | Stadion Energa Gdańsk, Gdańsk Toeschouwers: 34.783 Scheidsrechter: Stephan Klossner (SUI) |

|                                                                                 |                   |       |           |                                                                                  |
| 19 november UEFA Nations League Groep B1 № 787 «onderlinge duels» 20:45 (UTC+1) | Tsjechië          | 1 – 0 | Slowakije | Eden Aréna, Praag Toeschouwers: 16.623 Scheidsrechter: Alejandro Hernández (ESP) |
| 19 november UEFA Nations League Groep B1 № 787 «onderlinge duels» 20:45 (UTC+1) | Patrik Schick 32' |       |           | Eden Aréna, Praag Toeschouwers: 16.623 Scheidsrechter: Alejandro Hernández (ESP) |

### 2019
|                                                                       | |       |          |                                                                                      |
| 22 maart EK-kwalificatie Groep A № 788 «onderlinge duels» 19:45 (UTC) | Engeland                                                                                            | 5 – 0 | Tsjechië | Wembley Stadium, Londen Toeschouwers: 82.575 Scheidsrechter: Artur Soares Dias (PRT) |
| 22 maart EK-kwalificatie Groep A № 788 «onderlinge duels» 19:45 (UTC) | Raheem Sterling 24' Harry Kane 45+2' Raheem Sterling 62' Raheem Sterling 68' Tomáš Kalas 84' (e.d.) |       |          | Wembley Stadium, Londen Toeschouwers: 82.575 Scheidsrechter: Artur Soares Dias (PRT) |

|                                                                   |                   |       |                                                         |                                                                                 |
| 26 maart Vriendschappelijk № 789 «onderlinge duels» 20:45 (UTC+1) | Tsjechië          | 1 – 3 | Brazilië                                                | Sinobo Stadium, Praag Toeschouwers: 19.116 Scheidsrechter: Ovidiu Haţegan (ROU) |
| 26 maart Vriendschappelijk № 789 «onderlinge duels» 20:45 (UTC+1) | David Pavelka 37' |       | 49' Roberto Firmino 83' Gabriel Jesus 90' Gabriel Jesus | Sinobo Stadium, Praag Toeschouwers: 19.116 Scheidsrechter: Ovidiu Haţegan (ROU) |

|                                                                       |                                     |       |               |                                                                               |
| 7 juni EK-kwalificatie Groep A № 790 «onderlinge duels» 20:45 (UTC+2) | Tsjechië                            | 2 – 1 | Bulgarije     | Generali Arena, Praag Toeschouwers: 13.482 Scheidsrechter: Tamás Bognár (HUN) |
| 7 juni EK-kwalificatie Groep A № 790 «onderlinge duels» 20:45 (UTC+2) | Patrik Schick 19' Patrik Schick 50' |       | 3' Ismail Isa | Generali Arena, Praag Toeschouwers: 13.482 Scheidsrechter: Tamás Bognár (HUN) |

|                                                                        |                                                                      |       |            |                                                                                         |
| 10 juni EK-kwalificatie Groep A № 791 «onderlinge duels» 20:45 (UTC+2) | Tsjechië                                                             | 3 – 0 | Montenegro | Andrův stadion, Olomouc Toeschouwers: 11.565 Scheidsrechter: Vladislav Bezborodov (RUS) |
| 10 juni EK-kwalificatie Groep A № 791 «onderlinge duels» 20:45 (UTC+2) | Jakub Jankto 18' Boris Kopitović 49' (e.d.) Patrik Schick 82' (pen.) |       |            | Andrův stadion, Olomouc Toeschouwers: 11.565 Scheidsrechter: Vladislav Bezborodov (RUS) |

|                                                                            |                                     |       |                   |                                                                                         |
| 7 september EK-kwalificatie Groep A № 792 «onderlinge duels» 15:00 (UTC+2) | Kosovo                              | 2 – 1 | Tsjechië          | Fadil Vokrristadion, Pristina Toeschouwers: 12.678 Scheidsrechter: Danny Makkelie (NED) |
| 7 september EK-kwalificatie Groep A № 792 «onderlinge duels» 15:00 (UTC+2) | Vedat Muriqi 20' Mërgim Vojvoda 66' |       | 16' Patrik Schick | Fadil Vokrristadion, Pristina Toeschouwers: 12.678 Scheidsrechter: Danny Makkelie (NED) |

|                                                                             |            |                                                           |          |                                                                                       |
| 10 september EK-kwalificatie Groep A № 793 «onderlinge duels» 20:45 (UTC+2) | Montenegro | 0 – 3                                                     | Tsjechië | Pod Goricomstadion, Podgorica Toeschouwers: 5.951 Scheidsrechter: Ali Palabıyık (TUR) |
| 10 september EK-kwalificatie Groep A № 793 «onderlinge duels» 20:45 (UTC+2) |            | 54' Tomáš Souček 58' Lukáš Masopust 90+4' Vladimír Darida |          | Pod Goricomstadion, Podgorica Toeschouwers: 5.951 Scheidsrechter: Ali Palabıyık (TUR) |

|                                                                           |                                     |       |               |                                                                                |
| 11 oktober EK-kwalificatie Groep A № 794 «onderlinge duels» 20:45 (UTC+2) | Tsjechië                            | 2 – 1 | Engeland      | Sinobo Stadium, Praag Toeschouwers: 18.651 Scheidsrechter: Damir Skomina (SLO) |
| 11 oktober EK-kwalificatie Groep A № 794 «onderlinge duels» 20:45 (UTC+2) | Jakub Brabec 9' Zdeněk Ondrášek 85' |       | 5' Harry Kane | Sinobo Stadium, Praag Toeschouwers: 18.651 Scheidsrechter: Damir Skomina (SLO) |

|                                                                     |                                   |       |                                                      |                                                                               |
| 14 oktober Vriendschappelijk № 795 «onderlinge duels» 19:00 (UTC+2) | Tsjechië                          | 2 – 3 | Noord-Ierland                                        | Generali Arena, Praag Toeschouwers: 9.139 Scheidsrechter: Ivan Kružliak (SVK) |
| 14 oktober Vriendschappelijk № 795 «onderlinge duels» 19:00 (UTC+2) | Vladimír Darida 67' Alex Král 68' |       | 9' Patrick McNair 23' Jonny Evans 40' Patrick McNair | Generali Arena, Praag Toeschouwers: 9.139 Scheidsrechter: Ivan Kružliak (SVK) |

|                                                                            |                                   |       |                 |                                                                                 |
| 14 november EK-kwalificatie Groep A № 796 «onderlinge duels» 20:45 (UTC+1) | Tsjechië                          | 2 – 1 | Kosovo          | Doosan Arena, Pilsen Toeschouwers: 10.986 Scheidsrechter: Gianluca Rocchi (ITA) |
| 14 november EK-kwalificatie Groep A № 796 «onderlinge duels» 20:45 (UTC+1) | Alex Král 71' Ondřej Čelůstka 79' |       | 50' Atdhe Nuhiu | Doosan Arena, Pilsen Toeschouwers: 10.986 Scheidsrechter: Gianluca Rocchi (ITA) |

|                                                                            |                    |       |          |                                                                                             |
| 17 november EK-kwalificatie Groep A № 797 «onderlinge duels» 19:00 (UTC+2) | Bulgarije          | 1 – 0 | Tsjechië | Vasil Levski Nationaal Stadion, Sofia Toeschouwers: 0 Scheidsrechter: Sergej Karasjov (RUS) |
| 17 november EK-kwalificatie Groep A № 797 «onderlinge duels» 19:00 (UTC+2) | Vasil Bozjikov 56' |       |          | Vasil Levski Nationaal Stadion, Sofia Toeschouwers: 0 Scheidsrechter: Sergej Karasjov (RUS) |

FAČR · A-internationals · Bondscoaches · Selecties · Statistieken · Tsjechisch vrouwenelftal · Olympisch elftal · Tsjechië U21 · Tsjechië U20 · Tsjechië U19 · Tsjechië U18 · Tsjechië U17 · Tsjechië U16
EK 1996 · 
EK 2000 · 
EK 2004 · 
EK 2008 · 
EK 2012 · 
EK 2016 · 
EK 2020
WK 1998 · 
WK 2002 · 
WK 2006 · 
WK 2010 · 
WK 2014 · 
WK 2018 · 
WK 2022
OS 2000
1906 · 1907 · 1908 · 1909 – 1938 · 1939 · 1940 – 1993 · 1994 · 1995 · 1996 · 1997 · 1998 · 1999 · 2000 · 2001 · 2002 · 2003 · 2004 · 2005 · 2006 · 2007 · 2008 · 2009 · 2010 · 2011 · 2012 · 2013 · 2014 · 2015 · 2016 · 2017 · 2018 · 2019 · 2020 · 2021 · 2022 · 2023 · 2024 · 2025
Albanië ·
Andorra ·
Armenië ·
Australië ·
Azerbeidzjan ·
België ·
Bosnië en Herzegovina ·
Brazilië ·
Bulgarije ·
Canada ·
China ·
Costa Rica ·
Cyprus ·
Denemarken ·
Duitsland ·
Engeland ·
Estland ·
Faeröer ·
Finland ·
Frankrijk ·
Georgië ·
Ghana ·
Gibraltar ·
Griekenland ·
Hongarije ·
Ierland ·
IJsland ·
Israël ·
Italië ·
Japan ·
Joegoslavië ·
Kazachstan ·
Koeweit ·
Kosovo ·
Kroatië ·
Letland ·
Libanon ·
Liechtenstein ·
Litouwen ·
Luxemburg ·
Malta ·
Marokko ·
Mexico ·
Moldavië ·
Montenegro ·
Nederland ·
Nigeria ·
Noord-Ierland ·
Noord-Macedonië ·
Noorwegen ·
Oekraïne ·
Oostenrijk ·
Paraguay ·
Peru ·
Polen ·
Portugal ·
Qatar ·
Roemenië ·
Rusland ·
San Marino ·
Saoedi-Arabië ·
Schotland ·
Servië ·
Slovenië ·
Slowakije ·
Spanje ·
Trinidad en Tobago ·
Turkije ·
Uruguay ·
Verenigde Arabische Emiraten ·
Verenigde Staten ·
Wales ·
Wit-Rusland ·
Zuid-Afrika ·
Zuid-Korea ·
Zweden ·
Zwitserland
Denemarken (2021) · 
Duitsland (1996, 2) · 
Engeland (2021) · 
Ghana (2006) · 
Griekenland (2012) · 
Italië (2006) · 
Kroatië (2016) · 
Kroatië (2021) · 
Nederland (2021) · 
Polen (2012) · 
Portugal (2008) · 
Portugal (2012) · 
Rusland (2012) · 
Schotland (2021) · 
Spanje (2016) · 
Turkije (2008) · 
Verenigde Staten (2006) ·
Zwitserland (2008)
AFC-zone: Afghanistan · Australië · Bahrein · Bangladesh · Bhutan · Brunei · Cambodja · China · Chinees Taipei · Filipijnen · Guam · Hongkong · India · Indonesië · Iran · Irak · Japan · Jemen · Jordanië · Koeweit · Kirgizië · Laos · Libanon · Macau · Maleisië · Maldiven · Mongolië · Myanmar · Nepal · Noord-Korea · Oezbekistan · Oman · Oost-Timor · Pakistan · Palestina · Qatar · Saoedi-Arabië · Singapore · Sri Lanka · Syrië · Tadjikistan · Thailand · Turkmenistan · Verenigde Arabische Emiraten · Vietnam · Zuid-Korea

CAF-zone: Algerije · Angola · Benin · Botswana · Burkina Faso · Burundi · Centraal-Afrikaanse Republiek · Comoren · Congo-Brazzaville · Congo-Kinshasa · Djibouti · Egypte · Equatoriaal-Guinea · Eritrea · Ethiopië · Gabon · Gambia · Ghana · Guinee · Guinee-Bissau · Ivoorkust · Kaapverdië · Kameroen · Kenia · Lesotho · Liberia · Libië · Madagaskar · Malawi · Mali · Mauritanië · Mauritius · Marokko · Mozambique · Namibië · Niger · Nigeria · Oeganda · Rwanda · Sao Tomé en Principe · Senegal · Seychellen · Sierra Leone · Soedan · Somalië · Swaziland · Tanzania · Togo · Tsjaad · Tunesië · Zambia · Zimbabwe · Zuid-Afrika · Zuid-Soedan 

CONCACAF-zone: Amerikaanse Maagdeneilanden · Anguilla · Antigua en Barbuda · Aruba · Bahama's · Barbados · Belize · Bermuda · Britse Maagdeneilanden · Canada · Kaaimaneilanden · Costa Rica · Cuba · Curaçao · Dominica · Dominicaanse Republiek · El Salvador · Frans Guyana · Grenada · Guadeloupe · Guatemala · Guyana · Haïti · Honduras · Jamaica · Martinique · Mexico · Montserrat · 
Nicaragua · Panama · Puerto Rico · Saint Kitts en Nevis · Saint Lucia · Saint Vincent en de Grenadines · Sint Maarten · Suriname · Trinidad en Tobago · Turks- en Caicoseilanden · Verenigde Staten

CONMEBOL-zone: Argentinië · Bolivia · Brazilië · Chili · Colombia · Ecuador · Paraguay · Peru · Uruguay · Venezuela

OFC-zone: Amerikaans-Samoa · Cookeilanden · Fiji · Nieuw-Caledonië · Nieuw-Zeeland · Papoea-Nieuw-Guinea · Samoa · Salomoneilanden · Tahiti · Tonga · Vanuatu

UEFA-zone: Albanië · Andorra · Armenië · Azerbeidzjan · België · Bosnië en Herzegovina · Bulgarije · Cyprus · Denemarken · Duitsland · Engeland · Estland · Faeröer · Finland · Frankrijk · Georgië · Gibraltar · Griekenland · Hongarije · IJsland · Ierland · Israël · Italië · Kazachstan · Kosovo · Kroatië · Letland · Liechtenstein · Litouwen · Luxemburg · Macedonië · Malta · Moldavië · Montenegro · Nederland · Noord-Ierland · Noorwegen · Oekraïne · Oostenrijk · Polen · Portugal · Roemenië · Rusland · San Marino · Schotland · Servië · Slovenië · Slowakije · Spanje · Tsjechië · Turkije · Wales · Wit-Rusland · Zweden · Zwitserland